# Triatlon op de Olympische Zomerspelen 2008 (kwalificatie)
Deze pagina beschrijft de kwalificatie voor de triatlon op de Olympische Zomerspelen 2008.

## Kwalificatie
Zowel bij de mannen als bij de vrouwen mogen 55 deelnemers van start gaan.
De acht beste landen op de wereldranglijst mogen drie atleten afvaardigen, de andere landen twee. De winnaars van de continentale kampioenschappen die plaatsvinden tussen 15 mei 2007 en 15 mei 2008 plaatsen zich voor de Spelen, net als de top drie van het wereldkampioenschap 2008. Als een of meerdere atleten uit de top drie van het WK zich via de continentale kampioenschappen al verzekerde van deelname aan de Spelen, plaatst de vierde van het WK zich. De andere atleten kunnen zich plaatsen op basis van een olympische kwalificatielijst die rekening houdt met prestaties tussen juni 2006 en juni 2008. China heeft als startland automatisch recht op één deelnemer bij de mannen en bij de vrouwen. Er worden ook twee wildcards uitgedeeld door de olympische tripartitecommissie. Die uitnodigingen gaan normaliter naar landen die historisch gezien meestal met maximaal zes sporters aan de Spelen.
| Kwalificatiewedstrijd                           | Datum           | Locatie        | Gekwalificeerd mannen | Gekwalificeerd vrouwen |
| ----------------------------------------------- | --------------- | -------------- | --- | --- |
| Pan-Amerikaans kampioenschap                    | 14 juli 2007    | Rio de Janeiro | USA Andy Potts | USA Julie Ertel |
| Afrikaans kampioenschap                         | 8 maart 2008    | Hammamet       | RSA Hendrik De Villiers | RSA Mari Rabie |
| Oceanisch kampioenschap                         | 9 maart 2008    | Wellington     | NZL Shane Reed | AUS Emma Moffatt |
| Aziatisch kampioenschap                         | 3 mei 2008      | Guangzhou      | JPN Ryosuke Yamamoto | JPN Ai Ueda |
| Europees kampioenschap                          | 10 mei 2008     | Lissabon       | FRA Frédéric Belaubre | POR Vanessa Fernandes |
| Wereldkampioenschap 2008                        | 8 juni 2008     | Vancouver      | ESP Javier Gómez NZL Bevan Docherty SUI Reto Hug | GBR Helen Tucker USA Sarah Haskins NZL Samantha Warriner |
| Olympische kwalificatieranglijst                | 15 juni 2008    | N/A            | AUS Brad Kahlefeldt CAN Simon Whitfield NZL Kris Gemmell GBR Tim Don UKR Volodymyr Polikarpenko GER Maik Petzold GER Jan Frodeno SUI Sven Riederer GBR William Clarke GER Daniel Unger GBR Alistair Brownlee FRA Tony Moulai CAN Paul Tichelaar ESP Iván Raña RUS Igor Sysojev RUS Aleksandr Broechankov FRA Cédric Fleureton CZE Filip Ospalý USA Jarrod Shoemaker POR Bruno Pais USA Matthew Reed JPN Hirokatsu Tayama SUI Olivier Marceu RUS Dmitri Polyansky AUS Courtney Atkinson CAN Brent McMahon KAZ Dmitriy Gaag POL Marek Jaskółka DEN Rasmus Henning ITA Daniel Fontana BRA Reinaldo Colucci KAZ Danyl Sapunov BEL Peter Croes POR Duarte Marques BEL Axel Zeebroek NED Sander Berk AUT Simon Agoston EST Marko Albert LUX Dirk Bockel ITA Emilio D'Aquino BRA Juraci Moreira | AUS Emma Snowsill NZL Debbie Tanner USA Laura Bennett GER Anja Dittmer GER Joelle Franzman GBR Hollie Avil NZL Andrea Hewitt SUI Nicola Spirig CAN Lauren Groves LUX Elizabeth May FRA Jessica Harrison SUI Magali Di Marco Messmer GER Ricarda Lisk AUS Erin Densham FRA Carole Peon AUT Eva Dollinger JPN Kiyomi Niwata JPN Juri Ide ITA Nadia Cortassa SWE Lisa Nordén SUI Daniela Ryf CAN Kathy Tremblay CAN Kirsten Sweetland CZE Vendula Frintová ESP Ainhoa Murua RUS Irina Abyssova RSA Kate Roberts BRA Mariana Ohata AUT Tania Haiboeck CZE Lenka Zemanova ESP Ana Burgos AUT Kate Allen POL Ewa Dederko IRL Emma Davis CHN Lin Xing NED Lisa Mensink CHN Wang Hong Ni POL Maria Czesnik UKR Yuliya Spunova RUS Olga Zaousailova ITA Charlotte Bonin HUN Zita Szabo NED Birgitta Berk |
| Continentale ranking1                           | 15 juli 2008    | -              | ZIM Christopher Felgate MEX Eligio Cervantes HKG Daniel Lee Chi Wo SVK Pavel Simko | CHI Barbara Riveros HKG Tania Mak So Ning GRE Deniz Dimaki |
| Gastland, indien nog niet geplaatst via ranking | -               | -              | CHN Zhang Yiming | al geplaatst |
| Olympische tripartitecommissie                  | 31 januari 2008 | -              | SYR Omar Tayara | BER Flora Duffy2 |
| Totaal                                          | -               | -              | 55 | 55 |

1: De gereserveerde plaatsen voor vertegenwoordigers uit Ocenanië en voor de Afrikaanse vrouw werd niet ingevuld omdat geen enkele sporter aan de minimumeisen voldeed. Deze plaatsen zijn vergeven aan sporters via de wereldranking
2: Duffy plaatste zich later alsnog direct via de ranking. Daardoor werd de volgende van de wereldranglijst uitgenodigd.
Atletiek · 
Badminton · 
Basketbal · 
Boksen · 
Boogschieten · 
Gewichtheffen ·
Gymnastiek · 
Handbal · 
Hockey · 
Honkbal · 
Judo · 
Kanovaren · 
Moderne vijfkamp · 
Paardensport · 
Roeien ·
Schermen · 
Schietsport ·
Schoonspringen ·
Softbal ·
Synchroonzwemmen ·
Taekwondo ·
Tafeltennis ·
Tennis ·
Triatlon ·
Voetbal · 
Volleybal ·
Waterpolo ·
Wielersport · 
Worstelen ·
Zeilen ·
Zwemmen